# Darlin' (フランスのバンド)
Darlin（ダーリン）は、1992年にローラン・ブランコウィッツ、トーマ・バンガルテル、ギ＝マニュエル・ド・オメン＝クリストによって結成されたフランスのロックバンド。ステレオラブのレコードレーベルDuophonicから楽曲をリリースした。1993年に解散、その後メンバーは、ダフト・パンクやフェニックスのグループとして成功を収めている。

## 概要
バンドの名前はザ・ビーチ・ボーイズの同名の楽曲から取られた。ステレオラブのDuophonicレコードレーベルから曲をリリースし、ステレオラブ、Huggy Bear、Colmとのコンピレーション『Shimmies In Super 8』に収録された。1995年、Banana Splitからリリースされたコンピレーション『De La Viande Pour Le Disco?』に参加。この貴重な限定版カセットには、「Untitled 18」と「Untitled 33」と名付けられた2曲のDarlin'の未発表曲が収録されている。
イギリスの音楽雑誌『Melody Maker』のレビューでは「ダフト・パンク的なスラッシュ("a daft punky thrash")」と評された。こうしてこの短命なグループが解散した後、バンカルテルとド・オメン＝クリストは1993年から2021年の解散まで、成功し世界的に知られる電子音楽プロジェクト、「ダフト・パンク」として活動した。一方、ブランコウィッツは弟のクリスチャン・マザレと一緒にバンド「フェニックス」に参加した。3人は友人であり続け、最近では2010年10月にマディソン・スクエア・ガーデンで行われたフェニックスのライブのアンコールでダフト・パンクがサプライズ出演した際に一緒に出演した。

## ディスコグラフィ
- Shimmies In Super 8 (1993年4月、Duophonic) (ステレオラブ、Huggy Bear、Colmとのコンピレーション) – "Cindy So Loud"、"ダーリン"
- De La Viande Pour Le Disco? (1995年、Banana Split) (複数のアーティストとのコンピレーション) – "Untitled 18"、"Untitled 33"